# Thorsten Riemke-Gurzki
Thorsten Riemke-Gurzki (* 1971 in Stuttgart) ist seit 2008 Professor für Web-Technologien, insbesondere Unternehmensportale und Usability, an der Hochschule der Medien Stuttgart.

## Leben
Thorsten Riemke-Gurzki beschäftigte sich nach seinem Informatik-Diplom als wissenschaftlicher Mitarbeiter des damaligen Instituts für parallele und verteilte Höchstleistungsrechner (IPVR) der Universität Stuttgart mit Rechnernetzen. In Stuttgart unterrichtete er früh in den 90er Jahren Internet-Nutzung und Technologien, unter anderem an der Stuttgarter Merz Akademie.
Nach seinem Wechsel an das Institut für Arbeitswissenschaft und Technologiemanagement der Universität Stuttgart und später zum Fraunhofer IAO befasste er sich mit Cross-Media Publishing und Medienunternehmen, worüber er zu den Themen Unternehmensportale und Geschäftsprozessmanagement kam. Er begann seine Promotion zum Dr.-Ing. zunächst bei Hans-Jörg Bullinger und beendete sie 2006 nach dem Wechsel Bullingers in den Vorstand der Fraunhofer-Gesellschaft bei Dieter Spath.
Er entwickelte maßgeblich die Fraunhofer Portal Analyse und Design Methode (PADEM) und leitete zahlreiche Projekte in diesem Bereich. Bei der SAP Deutschland war er für viele Projekte in den Bereichen ERP und Portale verantwortlich. Riemke-Gurzki war als Dozent und Berater viele Jahre freiberuflich tätig.
Seit 2008 lehrt Riemke-Gurzki an der Hochschule der Medien Stuttgart im Studiengang E-Services, der 2011 in Online-Medien-Management umbenannt wurde. Er leitet den Forschungsschwerpunkt Business Process- & IT-Engineering am Institut für Angewandte Forschung der Hochschule. Er gilt als einer der führenden Experten für Web-Technologien, insbesondere Unternehmensportale, und webbasierte Geschäftsprozesse im deutschsprachigen Raum.
Seit 2015 ist Thorsten Riemke-Gurzki Direktor des Global Institute for Digital Transformation (gidt) an der Hochschule der Medien in Stuttgart.

## Forschungsschwerpunkte
Die Forschungsschwerpunkte von Thorsten Riemke-Gurzki sind Digitale Transformation, Intranet, Portale, Geschäftsprozessmanagement, Usability, digitale Medien, Web-Technologien und Online-Medien.

## Publikationen (Auswahl)
- T. Riemke-Gurzki, Intranet Themen und Trends 2015: Die Intranet-Anwenderstudie: Interne Kommunikation, Funktionen, Organisation, Trends. Norderstedt: Books on Demand, 2015, ISBN 978-3-7347-6040-2.
- T. Riemke-Gurzki, Unternehmensportale und Intranet – konzipieren, realisieren, betreiben (3. Auflage). Norderstedt: Books on Demand, 2014, ISBN 978-3-7322-9241-7.
- T. Riemke-Gurzki, Unternehmensportale und Intranet – konzipieren, realisieren, betreiben. Berlin: epubli, 2013, ISBN 978-3-8442-7157-7.
- T. Gurzki, Ein Architekturmodell für Portale im Technischen Vertrieb. Heimsheim: Jost-Jetter-verlag, 2006, ISBN 3-936947-95-3.
- T. Gurzki, H. Hinderer, J. Vlachakis und A. Kirchhof: Marktübersicht Portalsoftware 2005 für Business-, Enterprise Portale und E-Collaboration. Stuttgart: Fraunhofer IRB Verlag, 2005, ISBN 3-8167-6752-4.
- T. Gurzki, N. Özcan: Unternehmensportale: Kunden-, Lieferanten- und Mitarbeiterportale in der betrieblichen Praxis. Stuttgart: Fraunhofer IRB Verlag, 2003, ISBN 3-8167-6363-4.
- Mobile Services und Chancen für Broadcast-Anbieter. In: Nohr, H.; Stillhammer, J.; Vöhringer, A. (Hrsg.): Kundenorientierung in der Broadcast-Industrie.
- T. Gurzki, H. Hinderer, J. Vlachakis und A. Kirchhof: Elektronische Standards als Basis für den Aufbau von Unternehmensportalen als Integrationsplattform. In: Armin B. Cremers, Rainer Manthey, Peter Martini, Volker Steinhage (Hrsg.): INFORMATIK 2005 – Informatik LIVE! Band 2, Beiträge der 35. Jahrestagung der Gesellschaft für Informatik e. V. (GI), Bonn.
- T. Gurzki,t J. Vlachakis: Ratgeber: Konzepte zur Portaleinführung. In: Computerwoche Nr. 33/2005 vom 19. August 2005. IDG Verlag. Seite 22–23.
- T. Gurzki, H. Hinderer und J. Vlachakis: Mitarbeiterportale als strategische Integrationsplattform zur Optimierung von internen Geschäftsprozessen. In: Anette Weisbecker, Thomas Renner, Stefan Noll (Hrsg.): Electronic Business. Fraunhofer IRB Verlag. Oktober 2004. Seite 166–170.
- T. Gurzki, H. Hinderer: Fraunhofer PADEM – Unternehmensportale erfolgreich einführen. In: Anette Weisbecker, Thomas Renner, Stefan Noll (Hrsg.): Electronic Business. Fraunhofer IRB Verlag. Oktober 2004. Seite 60–65.
- T. Gurzki: Portaltechnologien. In: Gensch, Peter; Lee, Sue: Praxishandbuch Portalmanagement, Gabler Verlag, 2004.
- T. Gurzki: Tor zur Außenwelt – Unternehmensportale verbessern Geschäftsprozesse. In: SAP Info, SAP AG Walldorf, Ausgabe Oktober 2003.